# 40328 Dow
40328 Dow este un asteroid din centura principală de asteroizi.

## Descriere
40328 Dow este un asteroid din centura principală de asteroizi. A fost descoperit pe 20 iunie 1999 la Junk Bond Observatory de David Healy (astronom). Asteroidul prezintă o orbită caracterizată de o semiaxă mare de 2,23 ua, o excentricitate de 0,17 și o înclinație de 6,6° în raport cu ecliptica.